# Гевесслер, Леонора
Леонора Гевесслер (Leonore Gewessler) — австрийский политик («Зелёные»), министр по защите климата, окружающей среды, энергетики, мобильности, инноваций и технологий.
Родилась 15 сентября 1977 г. в Граце.
Окончила начальную школу в пригородном муниципалитете Санкт-Марайн, Федеральную экономическую гимназию Граца, и получила степень бакалавра политических наук в Венском университете. Работала офис-менеджером окружного совета в 7-м районе Вены — Нойбау.
С 2008 по 2014 год директор Европейского зеленого фонда в Брюсселе (организация, финансируемая Европарламентом).
С 2014 до 15 июня 2019 года исполнительный директор экологической организации Global 2000.
На проходивших 6 июля 2019 года выборах избрана депутатом Национального совета (Нижней палаты Австрийского парламента) от партии Зелёные — Зелёная альтернатива (была второй в списке). Вступила в должность 23 октября, вице-председатель партийной фракции. Сложила мандат после назначения членом правительства.
С 7 января 2020 года федеральный министр транспорта, инноваций и технологий. С 29 января 2020 года федеральный министр по защите климата, окружающей среды, энергетике, мобильности, инновациям и технологиям в правительствах Себастьяна Курца, Александра Шалленберга и Карла Нехаммера.
В августе 2023 года отчиталась о самом низком уровне выбросов парниковых газов с начала расчетов в 1990 году.